# ماريو كيريف
ماريو كيريف (بالبلغارية:Марио Кирев) لاعب كرة قدم بلغاري يلعب حاليا في نادي الدرجة الأولى يوفنتوس الإيطالي منذ 2009 في مركز حارس مرمى .

## روابط خارجية
- ماريو كيريف على موقع قاعدة بيانات كرة القدم.إي يو (الإنجليزية)
- ماريو كيريف على موقع Soccerway.com (الإنجليزية)
- ماريو كيريف على موقع عالم كرة القدم.نت (الإنجليزية)